# Раленкова, Анелия
Ане́лия Рале́нкова (болг. Анелия Раленкова; р. 25 декабря 1963, София, Болгария) — болгарская спортсменка, художественная гимнастка. Одна из «Златни момичета». Герой Социалистического Труда Народной Республики Болгария. Заслуженный мастер спорта Болгарии.

## Биография
Тренировалась у Златки Боневой и Нешки Робевой.
В 1991 году она открыла свой собственный клуб художественной гимнастики в Редмонде, Вашингтон, США.
Имеет трёх детей.

## Спортивные результаты
- 1981 Чемпионат мира, Мюнхен, ФРГ — 1-е место — многоборье, булавы; 2-е место — скакалка, мяч, лента.
- 1982 Чемпионат Европы, Ставангер, Норвегия — 1-е место — многоборье, скакалка, обруч; 2-е место — булавы.
- 1983 Чемпионат мира, Страсбург, Франция — 1-е место — обруч; 2-е место — многоборье; 3-е место — мяч, булавы, лента.
- 1984 Чемпионат Европы, Вена, Австрия — 1-е место — многоборье, булавы, обруч, мяч; 3-е место — лента.